# Euptychoides fida
Euptychoides fida är en fjärilsart som beskrevs av Gustav Weymer 1911. Euptychoides fida ingår i släktet Euptychoides och familjen praktfjärilar. Inga underarter finns listade i Catalogue of Life.